# Белорусское культурно-просветительское общество (Бобруйск)
Белорусское культурно-просветительское общество в городе Бобруйск действовало в 1917—1919 годах. Основано по инициативе местной интеллигенции (преподаватели Бобруйской гимназии Н. В. Азбукин, В. Д. Друщиц, сотрудница городской библиотеки Ю. В. Бибила, священник К. Давидович, Н. И. Калиновский, Ф. Левешич, Ф. А. Чернецкий и др.) с целью способствовать подъему культурного и материального уровня белорусского народа. В лекциях, статьях, специальных прокламациях члены общества пропагандировали идеи национального возрождения белорусского народа, его культуры и языка, вели полемику с противниками белорусского национально-освободительного движения. Общество выступало за создание национальной системы образования, популяризировала историю, этнографию, искусство Беларуси.